# 4-ускорение
4-ускоре́ние (четы́ре-ускоре́ние, четырёхускоре́ние) в релятивистской кинематике — четырёхвектор, обобщающий классическое ускорение и определяющийся как производная 4-скорости по собственному времени частицы:
{\displaystyle \mathbf {A} ={\frac {d\mathbf {U} }{d\tau }}=\left(\gamma _{u}{\dot {\gamma }}_{u}c,\quad \gamma _{u}^{2}\mathbf {a} +\gamma _{u}{\dot {\gamma }}_{u}\mathbf {u} \right)=\left(\gamma _{u}^{4}{\frac {(\mathbf {a} \cdot \mathbf {u} )}{c}},\quad \gamma _{u}^{2}\mathbf {a} +\gamma _{u}^{4}{\frac {\left(\mathbf {a} \cdot \mathbf {u} \right)}{c^{2}}}\mathbf {u} \right),}
где
{\displaystyle \mathbf {a} ={d\mathbf {u}  \over dt}} — 3-ускорение,
{\displaystyle {\boldsymbol {\beta }}=\mathbf {u} /c} — безразмерная 3-скорость,
{\displaystyle {\dot {\gamma }}_{u}={\frac {\mathbf {a\cdot u} }{c^{2}}}\gamma _{u}^{3}={\frac {\mathbf {a\cdot u} }{c^{2}}}{\frac {1}{\left(1-{\frac {u^{2}}{c^{2}}}\right)^{3/2}}}}
и {\displaystyle \gamma _{u}} является лоренц-фактором для 3-скорости u. Точка над переменной означает производную по координатному времени в данной системе отсчёта, а не по собственному времени {\displaystyle \tau .}
В мгновенной сопутствующей инерциальной системе отсчёта {\displaystyle \mathbf {u} =0,} {\displaystyle \gamma _{u}=1} и {\displaystyle {\dot {\gamma }}_{u}=0,} то есть в такой системе отсчёта
{\displaystyle \mathbf {A} =\left(0,\mathbf {a} \right).}

Геометрически 4-ускорение является вектором кривизны мировой линии.
Таким образом, модуль 4-ускорения (который является инвариантным скаляром) равен собственному ускорению, которое «чувствует» частица, движущаяся вдоль своей мировой линии.
Мировые линии, имеющие постоянную величину 4-ускорения, являются кругами Минковского, то есть гиперболами (см. гиперболическое движение) .
Даже при релятивистских скоростях 4-ускорение связано с действующей на частицу 4-силой по формуле, обобщающей классический второй закон Ньютона:
{\displaystyle F^{\mu }=mA^{\mu };}
здесь m — масса частицы.
Скалярное произведение 4-скорости и соответствующего 4-ускорения всегда равно нулю. Это легко увидеть, продифференцировав тождество {\displaystyle \mathbf {U} \cdot \mathbf {U} \equiv c^{2}} по собственному времени: {\displaystyle {\frac {d}{d\tau }}(\mathbf {U} \cdot \mathbf {U} )=2{\frac {d\mathbf {U} }{d\tau }}\cdot \mathbf {U} =2\mathbf {A} \cdot \mathbf {U} \equiv {\frac {d}{d\tau }}c^{2}=0.} Таким образом, 4-ускорение и сонаправленная с ней соответствующая 4-сила, действующие на частицу, всегда ортогональны её 4-скорости (и сонаправленному с 4-скоростью 4-импульсу {\displaystyle p^{\mu }=mU^{\mu }}) — в отличие от классической механики.
В общей теории относительности компоненты четырёхвектора ускорения связаны с компонентами 4-скорости через ковариантную производную по собственному времени.
{\displaystyle A^{\lambda }:={\frac {DU^{\lambda }}{d\tau }}={\frac {dU^{\lambda }}{d\tau }}+\Gamma ^{\lambda }{}_{\mu \nu }U^{\mu }U^{\nu }}
(Γλμν — символы Кристоффеля).
В специальной теории относительности координаты обычно выражаются в прямолинейной инерциальной системе отсчёта, так что член с символами Кристоффеля исчезает, но иногда, когда авторы для описания ускоренной системы используют криволинейные координаты, система отсчёта не является инерциальной, но физика всё равно остаётся спецрелятивистской, так как метрика является просто координатным преобразованием метрики пространства Минковского. В таком случае должно быть использовано вышеприведённое выражение, потому что здесь символы Кристоффеля не все равны нулю.
Когда 4-сила равна нулю, на частицу действует только гравитация, и четырёхвекторная версия второго закона Ньютона (см. выше) сводится к уравнению геодезической. Частица, совершающая геодезическое движение, имеет нулевое значение для каждого компонента 4-вектора ускорения. Это согласуется с тем, что гравитация не является силой.